# Осбринк, Йёста
Карл «Йёста» Осбринк (швед. Karl "Gösta" Åsbrink; 18 ноября 1881, Ловён, Швеция — 19 апреля 1966, Стокгольм) — шведский гимнаст и пятиборец, чемпион и серебряный призёр летних Олимпийских игр.
На Играх 1908 в Лондоне Осбринк участвовал только в командном первенстве, в котором его сборная заняла первое место. Вместе с ним золото выиграли ещё 37 шведов.
Через четыре года на Олимпиаде 1912 в Стокгольме Осбринк участвовал в первом соревновании по современному пятиборью. Он занял второе место, набрав 28 очков.